# D'Lesha Lloyd
D’Lesha Arlene Lloyd, née le 26 septembre 1986 à Columbia en Caroline du Sud, est une joueuse américaine de basket-ball.

## Biographie
Après la Lower Richland High School (22 points, 10 rebonds et 6 passes décisives en senior, meilleure joueuse de l'État), elle rejoint les Tigers de Clemson. En 2004-2005 pour son année freshman, elle inscrit 10,6 points de moyenne, puis 5,3 en sophormore, 14,4 points et 6,5 rebonds et 2,0 passes décisives en junior avec notamment 29 points et 13 rebonds contre St. John's; 16 points et 13 rebonds contre Furman, et marque 26 points contre Wofford.
Lors de la saison 2007-2008, D'Lesha Lloyd a des moyennes de 9,0 points et 4,3 rebonds par rencontre.
Elle commence sa carrière à l'étranger en Allemagne avec le TSV 1880 Wasserburg avec des statistiques de 14 points et 4 rebonds par rencontre. L'année suivante, elle dispute le championnat grec et l'Eurocoupe  avec Petrolina AEK Larnaca pour des statistiques  de 14,3 points et 4,5 rebonds dans les compétitions européennes. En 2011-2012, on la retrouve dans le championnat norvégien avec Gimle BBK Bergen où elle est la meilleure marqueuse et la seuxième rebondeuse du championnat avec 24,3 points et 11,4 rebonds, mais aussi en tête des balles perdues avec 4,6. 
Elle passe l'été 2012 avec Central Districts Lions dans le championnat d'Australie du sud (ABA) et poursuite en WNBA avec Bulleen Melbourne Boomers, puis enchaîne de nouveau en 2013 avec une ligue d'été Bears Bundaberg en QBL pour 23,5 points, 9,2 rebonds, 3,1 passes décisives et 2,1 interceptions. L'été suivant, elle retrouve son ancienne équipe de Gimle BBK en Norvège où elle est deuxième meilleure marqueuse et rebondeuse avec 24,9 points et 9,2 rebonds. Elle est également deuxième aux passes décisives (3,1) et première aux balles perdues (3,4). Pour 2014-2015, elle rejoint Lombos Quinta au Portugal pour de statistiques de 19,1 points, 7,0 rebonds en 29 minutes par rencontre. Elle atteint la finale du championnat, de la Coupe de la fédération et de la Supercoupe. Face au CAB Madeira, elle inscrit 43 points, 7 rebonds, 4 passes décisives. Elle dispute de nouveau l'Eurocoupe avec 20,8 points (meilleure marqueuse de la compétition) et 5,8 rebonds, dont 27 points contre Miskolc et 19 points conte les Castors Braine.
Après la défection d'Aja Parham, elle est engagée par Tarbes. Elle remporte le championnat de Ligue 2 avec des statistiques de 14 points, 5,2 rebonds, 1,6 passe décisive et 1,3 interception par match. Non conservée par Tarbes, elle rejoint Arras club relégué en Ligue 2 . 

## Carrière
- 2004-2008 :  Tigers de Clemson
- 2009-2010 :  TSV 1880 Wasserburg
- 2010-2011 :  AEK Larnaca
- 2011-2012 :  Gimle BBK Bergen
- 2012-2012 :  Bulleen Boomers
- 2012-2013 :  Central Districts Lions
- 2013-2013 :  Bundaberg Bears
- 2013-2014 :  Gimle BBK Bergen
- 2014-2015 :  Quinta dos Lombos
- 2015-2016 :  Tarbes
- 2016-2017 :  Arras Pays d'Artois Basket Féminin
- 2019-2020 :  Pays Voironnais Basket Club

## Palmarès
- Finaliste du championnat de Chypre 2011
- Finaliste du championnat de Norvège 2011
- Finaliste de la Supercoupe du Portugal 2015
- Finaliste de la Coupe de la fédération du Portugal 2015
- Finaliste de la Coupe du Portugal 2015
- Championne de Ligue féminine 2 en France 2016[2]